# Азійський клубний чемпіонат 1971
Азійський клубний чемпіонат 1971 — четвертий розіграш азійського клубного турніру під егідою АФК. У ньому брали участь 8 клубів, з 8 асоціацій. Турнір проходив в Таїланді. 
Переможцем турніру став ізраїльській Маккабі, котрий виграв свій дургий титул.

## Формат і учасники
Формат у порівнянні з попереднім розіграшем трохи змінився, було додано Попередній раунд. В ньому клуби розбивалися на пари, і грали між собою один матч. Він використовувався для розподілу команд в групах, в кожну групу потрапляли по два переможця, і дві команди що програли. На другому етапі клуби розділялися на дві групи. До плей-оф виходили по дві кращі команди з кожної групи.

### Список учасників
| Попередній раунд       | Попередній раунд           | Попередній раунд   | Попередній раунд       |
| ---------------------- | -------------------------- | ------------------ | ---------------------- |
| Маккабі (Тель-Авів)    | Пенджаб Поліс (Джаландхар) | Аль-Шорта (Багдад) | Тадж (Тегеран)         |
| Аль-Арабі (Ель-Кувейт) | Перак (Іпох)               | РОК Армі (Мунгьон) | Бангкок Банк (Бангкок) |

## Кваліфікаційні раунди

### Попередній раунд
Всі клуби-учасники було розбито на пари, до кожної групи потрапило по два переможці і два клуби які програли. Матчі вібулися в березні 1971 року.
| Команда 1 | Рахунок | Команда 2     |
| --------- | ------- | ------------- |
| РОК Армі  | 2:1     | Бангкок Банк  |
| Аль-Шорта | 3:2     | Тадж          |
| Аль-Арабі | 8:1     | Пенджаб Поліс |
| Маккабі   | 1:0     | Перак         |

## Груповий турнір
Матчі проходили в березні 1971 року. Всіх учасників турніру було розділено на дві групи по 4 команди. Вони зіграли між собою в одне коло, по два кращі клуби з кожної групи продовжили участь в турнірі. 

За перемогу в матчі клубу нараховувалося 2 очки, за нічию - одне, за поразку - 0.

### Група А
| Клуб      | І | В | Н | П | ГЗ | ГП | О | РГ |
| --------- | - | - | - | - | -- | -- | - | -- |
| Тадж      | 3 | 2 | 1 | 0 | 5  | 1  | 5 | +4 |
| РОК Армі  | 3 | 2 | 0 | 1 | 5  | 2  | 4 | +3 |
| Аль-Арабі | 3 | 1 | 1 | 1 | 3  | 1  | 3 | +2 |
| Перак     | 3 | 0 | 0 | 3 | 0  | 9  | 0 | -9 |

| березень 1971 |

| Аль-Арабі | 3 – 0 | Перак |
| --------- | ----- | ----- |
|           |       |       |

|  |

| березень 1971 |

| Тадж | 2 – 1 | РОК Армі |
| ---- | ----- | -------- |
|      |       |          |

|  |

| березень 1971 |

| РОК Армі | 3 – 0 | Перак |
| -------- | ----- | ----- |
|          |       |       |

|  |

| березень 1971 |

| Тадж | 0 – 0 | Аль-Арабі |
| ---- | ----- | --------- |
|      |       |           |

|  |

| березень 1971 |

| Тадж | 3 – 0 | Перак |
| ---- | ----- | ----- |
|      |       |       |

|  |

| березень 1971 |

| РОК Армі | 1 – 0 | Аль-Арабі |
| -------- | ----- | --------- |
|          |       |           |

|  |

### Група B
| Клуб          | І | В | Н | П | ГЗ | ГП | О | РГ  |
| ------------- | - | - | - | - | -- | -- | - | --- |
| Маккабі       | 3 | 3 | 0 | 0 | 10 | 2  | 6 | +8  |
| Аль-Шорта     | 3 | 2 | 0 | 1 | 8  | 3  | 4 | +5  |
| Бангкок Банк  | 3 | 1 | 0 | 2 | 3  | 6  | 2 | -3  |
| Пенджаб Поліс | 3 | 0 | 0 | 3 | 2  | 12 | 0 | -10 |

| березень 1971 |

| Бангкок Банк | 2 – 0 | Пенджаб Поліс |
| ------------ | ----- | ------------- |
|              |       |               |

|  |

| березень 1971 |

| Маккабі | + – -1 | Аль-Шорта |
| ------- | ------ | --------- |
|         |        |           |

|  |

| березень 1971 |

| Маккабі | 4 – 1 | Пенджаб Поліс |
| ------- | ----- | ------------- |
|         |       |               |

|  |

| березень 1971 |

| Аль-Шорта | 2 – 0 | Бангкок Банк |
| --------- | ----- | ------------ |
|           |       |              |

|  |

| березень 1971 |

| Аль-Шорта | 6 – 1 | Пенджаб Поліс |
| --------- | ----- | ------------- |
|           |       |               |

|  |

| березень 1971 |

| Маккабі | 4 – 1 | Бангкок Банк |
| ------- | ----- | ------------ |
|         |       |              |

|  |

1 - Аль-Шорта відмовився вийти на поле з політичних мотивів, іракцям було зараховано технічну поразку.

## Плей-оф

### 1/2 фіналу
| Команда 1 | Рахунок | Команда 2 |
| --------- | ------- | --------- |
| Маккабі   | 2:0     | РОК Армі  |
| Аль-Шорта | 2:0     | Тадж      |

### Матч за 3 місце
| Команда 1 | Рахунок | Команда 2 |
| --------- | ------- | --------- |
| Тадж      | 3:2     | РОК Армі  |

### Фінал
Матчі мав вібутися 2 квітня 1971 року, але іракці відмовилися вийти на поле з політичних мотивів. 
| Команда 1 | Рахунок | Команда 2 |
| --------- | ------- | --------- |
| Маккабі   | +:-     | Аль-Шорта |

## Переможець
| Азійський клубний чемпіонат 1970 Переможець |
| ------------------------------------------- |
|                                             |
| Маккабі Другий титул                        |